# Madal
El madal (en nepalés, मादल) és un instrument musical membranòfon originari del Nepal. És un xicotet tambor de doble pedaç, utilitzat en general per a mantenir el ritme en la música folklòrica nepalesa. És el tambor de mà més popular i utilitzat amb major freqüència al Nepal. El madal consisteix d'un cos cilíndric amb una lleu expansió al punt mitjà; els seus dos extrems o caps es troben tancats amb un pegat de cuir, un dels caps és de major grandària que l'altre.
El madal té una corretja que es fixa al voltant de la cintura de la persona que'l toca per a mantenir-lo en posició horitzontal. La tècnica d'execució consisteix a copejar de forma rítmica un dels seus extrems o caps amb el palmell de la mà. Este instrument de percussió típic nepalés és la base de gairebé tota la música folklòrica del Nepal. El famós músic nepalés Ranjit Gazmer va portar l'instrument a la música de Bollywood i el va utilitzar en nombroses composicions, com per exemple «Hum dono do premi duniya chhod chale», i «Kanchha re kanchhi re». Existeix un tipus de tambor madal propi de les tribus antigues de l'Índia.
És originari de la comunitat Magar del Nepal. El nom antic del madal era mardal (मर्दल en nepalés).

## Construcció
Es comença tallant un tronc de fusta de manera que es cree una cavitat al seu interior, denominada ghar (घार). Les dues obertures dels extrems es cobreixen amb cuir de vaca. El cuir posseeix un cercle concèntric intern negre, d'una substància negra denominada khari (खरी), la qual és una mescla de pols de kansh (काँश) i kit (किट). Esta substància negra fa que el cuir tingua major massa i li canvie el to de vibració, per a produir un to que reverbera com una campana greu.
Els dos extrems no posseeixen la mateixa dimensió; els caps gran i menut es denominen respectivament mascle i femella. El madal a més a més posseeix una sèrie de cordons que creuen el cos central. Estos cordons fabricats amb cuir de vaca són utilitzats per afinar l'instrument.